# Gheldria prussiana
La Gheldria prussiana (in olandese: Pruisisch Gelre; in tedesco: Preußisch Geldern) era la parte del Ducato di Gheldria governata dal Regno di Prussia a partire dal 1713. La sua capitale era Geldern.
La parte settentrionale del Ducato di Gheldria faceva parte dei Paesi Bassi spagnoli.
Con il Trattato di Utrecht, siglato alla fine della Guerra di successione spagnola nel 1713, il distretto spagnolo dell'Alta Gheldria venne diviso tra la Prussia (Geldern, Viersen, Horst, Venray), le Province Unite (Venlo, Montfort, Echt), Austria (Roermond, Niederkrüchten, Weert) e il Ducato di Jülich (Erkelenz). La Gheldria prussiana faceva parte della Provincia del Basso Reno-Vestfalia del Sacro Romano Impero.
La Gheldria prussiana fu occupata dalla Francia rivoluzionaria nel 1794 ed in seguito annessa al Primo Impero francese come parte del Dipartimento della Roer. Dopo le guerre napoleoniche, le regioni occidentali divennero parte del Regno Unito dei Paesi Bassi, mentre la parte occidentale, con Geldern e Viersen, furono inglobate nella nuova Provincia prussiana di Jülich-Kleve-Berg. Queste ultime regioni, benché linguisticamente e culturalmente olandesi, furono rapidamente germanizzate.